# Gemeentehuis van Winsum

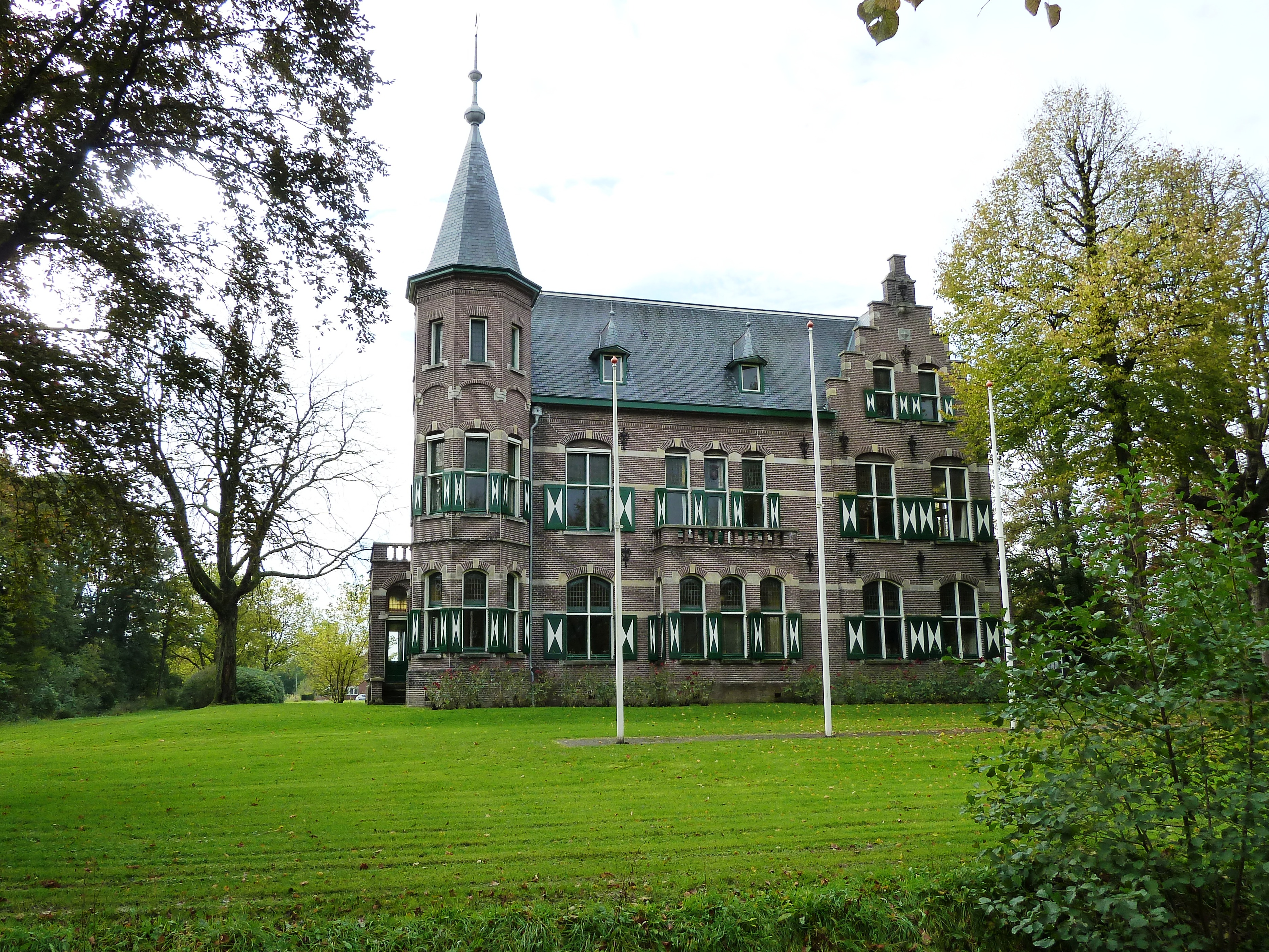
Het gemeentehuis van Winsum in 2010

Het gemeentehuis van de Groninger gemeente Winsum is een voormalige notariswoning, die in 1911 werd gebouwd. Het pand werd ontworpen door de Groninger architect Gerrit Nijhuis (1860-1940). Opdrachtgever was Cornelis de Ranitz, die van 1910 tot 1947 notaris in Winsum was. Tijdens de Tweede Wereldoorlog werd het pand door de Duitse bezetter gevorderd. In 1942 werd het aangewezen als gemeentehuis. Het pand is vormgegeven in de stijl van de Hollandse Renaissance. Het telt twee bouwlagen, is opgetrokken in bruine baksteen en heeft een hoektorentje en trapgevels. In 1995 werd het aan de achterzijde uitgebreid naar een ontwerp van het Groninger architectenbureau Karelse Van der Meer (sinds 2004: De Zwarte Hond). Het gebouw is een rijksmonument.
Sinds de gemeente Winsum in januari 2019 werd opgeheven, is het gebouw in gebruik als een van de gemeentehuizen van de fusiegemeente Het Hogeland.